# 美少女☆クオリティ
美少女☆クオリティ（びしょうじょクオリティ、Bishojo Quality）は、株式会社マシス（Masys）の提供する携帯電話アプリゲームの配信ウェブサイト。主にパソコン用アダルトゲームとして発売された美少女ゲーム作品を、NTTドコモとソフトバンクモバイルの携帯電話向けに配信していた。
2014年12月31日をもってサービスを終了した。

## 作品

### 移植作品
括弧内は原作ゲーム版の発売元、発売日。
1. Clover Heart's（ALcot、2003年11月28日）
2. 魔法、ひとつくださいな。（ホワイトクラリティ、2006年9月29日）
3. Purely 〜その狭い青空を見上げて〜（RUNE、2007年8月24日）
4. ふぁいなりすと（プリンセスソフト、2006年1月26日）
5. 秋色恋華（Purple software、2005年2月25日）
6. 初恋（RUNE、2002年10月25日）
7. チェリーボーイにくびったけ（ACTRESS、2003年4月11日）
8. Ricotte 〜アルペンブルの歌姫〜（RUNE、2003年9月26日）
9. BIN★CANダーリン（Digital-supplement/ACTRESS、2005年10月28日）
10. Triptych（ALcot、2006年4月28日）
11. 風ノ唄（みるくそふと、2002年8月23日）
12. ONE2 〜永遠の約束〜（BaseSon、2002年4月26日）
13. 恋ようび（ACTRESS、2000年4月25日）
14. 春恋*乙女 〜乙女の園でごきげんよう。〜（BaseSon、2006年1月27日）
15. あるぺじお 〜きみいろのメロディ〜（SIESTA、2007年1月26日）
16. オトメスマイル（あてゅ・わぁくす、2008年11月28日）
17. 8665^2 ハルルコのジジョウ（RUNE、2007年9月28日）
18. 屍姫と羊と嗤う月（BaseSon、2003年8月29日）
19. ご主人様だ〜いすき（SCORE、2008年1月25日）
20. なつぽち（ALcot、2006年11月22日）
21. えろすまっしゅ!（ブルーゲイル、2007年7月27日）
22. ぱすてる（SIESTA、2007年11月22日）
23. らぶkiss!アンカー 〜あなたのキスでつかまえて〜（ミルククラウン、2007年9月28日）
24. 羽くんの憂鬱（ACTRESS、2005年1月21日）
25. 夢みる恋の結びかた（あてゅ・わぁくす、2009年7月31日）
26. 真剣出し!ロワイヤル 〜フィニッシュは私の中で〜（ブルーゲゲイル、2007年12月14日）

### オリジナル短編ADVシリーズ
1. お姉ちゃんとお風呂の入りかた
2. 妹とお風呂の入りかた
3. 委員長とお風呂の入りかた
4. 巫女さんとお風呂の入りかた
5. メイドさんとお風呂の入りかた
6. アイドルとお風呂の入りかた
7. お姫様とお風呂の入りかた
8. メイドさんと甘いお誕生日
9. ネコ耳少女と幻のキノコ
10. 魔法少女とお風呂の入り方
11. 転校生とお風呂の入り方
12. お姉さんナースとドキドキタイム
13. メイドさんとちょっとエッチない子犬のワルツ!?
14. 白スク魔法少女のナマで触って! ゆうわくデート
15. サンタさんと初夜の過ごし方
16. ツンデレ姫様はハイテナイ!?
17. メイドさん!!乙女のピンチです!?
18. 幼馴染といちゃラブヒミツの保健室
19. スク水図書委員とごっくん白濁ジュース